# Veronica Burton
Veronica Grace Burton (Newton, 12 luglio 2000) è una cestista statunitense, professionista nella WNBA.

## Carriera
È stata selezionata dalle Dallas Wings al primo giro del Draft WNBA 2022 (7ª scelta assoluta).